# Ґаважець-Дольни
Ґаважець-Дольни (пол. Gawarzec Dolny) — село в Польщі, у гміні Червінськ-над-Віслою Плонського повіту Мазовецького воєводства.
Населення — 84 особи (2011).
У 1975-1998 роках село належало до Плоцького воєводства.

## Демографія
Демографічна структура станом на 31 березня 2011 року:
|          | Загалом | Допрацездатний вік | Працездатний вік | Постпрацездатний вік |
| -------- | ------- | ------------------ | ---------------- | -------------------- |
| Чоловіки | 38      | 10                 | 23               | 5                    |
| Жінки    | 46      | 7                  | 26               | 13                   |
| Разом    | 84      | 17                 | 49               | 18                   |